# Напалково (Ямало-Ненецкий автономный округ)
Напалково — упразднённая деревня на территории Тазовского района Ямало-Ненецкого автономного округа России.

## География
Расположена была на западном побережье Гыданского полуострова, на восточном (правом) берегу Обской губы, в 350 км к северо-западу по прямой от райцентра, посёлка Тазовский.

## История
Посёлок Напалково был основан на месте бывшей фактории и назван в 1929 году по имени топографа Петра Яковлевича Напалкова, производившего в 1920-х годах съёмку побережья Обской губы.
Деревня относилась к Антипаютинскому сельсовету, затем — к Антипаютинской сельской администрации.
В 2006 году деревня Напалково была упразднена в связи с прекращением существования этого населённого пункта.

## Население
| 1989 | 2002 |
| ---- | ---- |
| 16   | ↘0   |